# Festival de Inverno de Chapada dos Guimarães
O Festival de Inverno de Chapada dos Guimarães é um evento cultural brasileiro, que ocorre anualmente em Chapada dos Guimarães no estado de Mato Grosso. O festival é produzido pela Prefeitura Municipal de Chapada dos Guimarães, com apoio do Governo do Estado, sendo gratuito e aberto ao público, ao longo de suas edições o tornou um dos maiores eventos culturais no estado.

## História
O evento foi realizado pela primeira vez em 1984 com uma pequena estrutura. Já em 1991, o evento passou a fazer parte do calendário municipal local. A Lei Municipal nº 1.532 de 21 de Junho de 2013 reconheceu o evento como patrimônio imaterial do povo chapadense.

## Atrações
O evento conta com shows de bandas e artistas regionais e nacionais, além de outras atividades culturais, esportivas e de lazer, como mostras de filmes e documentários, exposições de arte, oficinas artísticas. Desde o ano de 2022, o festival conta ainda com a organização de um Festival de Balonismo e, desde 2023, também ocorre um festival de paraquedismo.

## Edições

### 2019
A 34ª edição foi realizada em 2019. Algumas das principais atrações foram: Renato Teixeira, Sérgio Reis, Di Paullo e Paulino, Denner e Douglas e Zeca Pagodinho.

### 2020 e 2021
O evento não foi realizado nos anos de 2020 e 2021 em virtude das medidas de combate a pandemia de Covid-19.

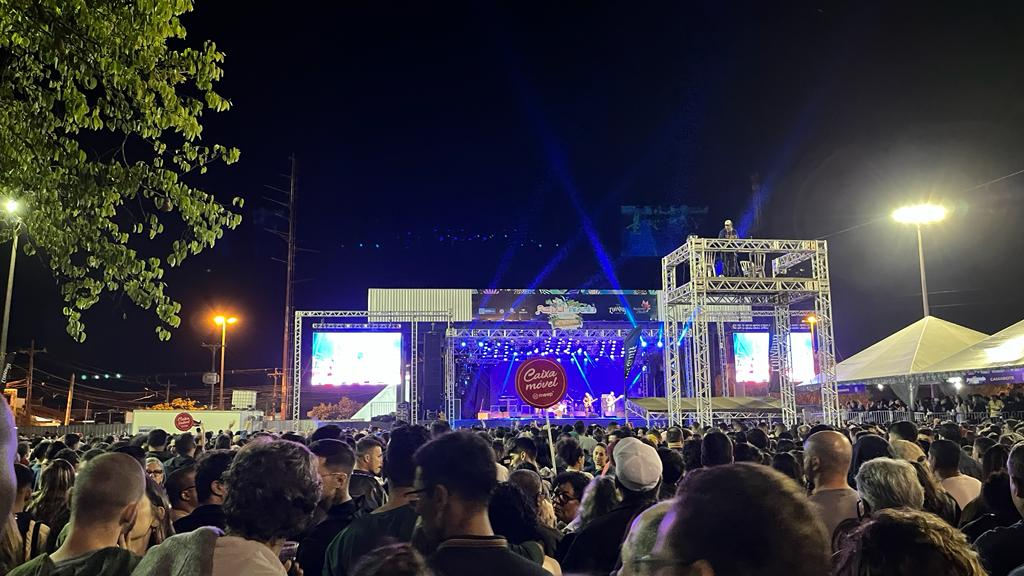
35º Festival de Inverno de Chapada dos Guimarães - 2022

### 2022
A 35ª edição foi realizada em 2022. Algumas das principais atrações foram: Renato Teixeira, Ana Vilela, Roberta Campos, Seu Jorge, Rick e Renner, Matheus e Kauan, Raça Negra e Almir Sater.

### 2023
A 36ª edição foi realizada em 2023. Mais de 254 mil pessoas compareceram ao evento, que teve como atrações principais: Fernandinho, Padre Fabio de Melo, Jota Quest, Paralamas do Sucesso, Ira, Roupa Nova, Henrique e Diego, Bruno e Marrone, Ana Carolina, Murilo Huff, Valeria Barros, Guilherme e Santiago, Barões da Pisadinha, Barbara Labres e Péricles.

### 2024
A 37º edição será realizada em 2024. As principais atrações serão: Reginaldo Manzotti, Aline Barros, Maiara & Maraisa, Barão Vermelho, Titãs, 14Bis, RPM, Rádio Taxi, Mato Grosso & Matias, Michel Teló, João Bosco & Vinícius, Lulu Santos, Dilsinho e Ferrugem. Mais tarde, foi revelado que Lulu Santos não poderia comparecer no evento por problemas de saúde, mas Pitty o repôs.